# Pavel Kobylka
Pavel Kobylka (* 6. dubna 1967, Brno) je bývalý český fotbalista, obránce.

## Fotbalová kariéra
V československé a české lize hrál za FC Boby Brno a SFC Opava. Nastoupil ve 113 utkáních a dal 4 góly. V Poháru vítězů pohárů nastoupil v roce 1993 ve 2 utkáních proti Leverkusenu. V závěru kariéry hrál v Doubravníku a Tatranu Kohoutovice.

## Ligová bilance
| Ročník                                   | Zápasy | Góly | Klub           |
| ---------------------------------------- | ------ | ---- | -------------- |
| 1. československá fotbalová liga 1989/90 | 25     | 0    | Zbrojovka Brno |
| 1. československá fotbalová liga 1990/91 | 15     | 0    | Zbrojovka Brno |
| 1. československá fotbalová liga 1992/93 | 19     | 0    | FC Boby Brno   |
| 1. česká fotbalová liga 1993/94          | 25     | 1    | FC Boby Brno   |
| 1. česká fotbalová liga 1994/95          | 24     | 3    | FC Boby Brno   |
| 1. česká fotbalová liga 1995/96          | 5      | 0    | Kaučuk Opava   |
| CELKEM                                   | 113    | 4    |                |